# Меланхолия (гравюра Дюрера)
«Меланхолия» — резцовая гравюра на меди, созданная выдающимся художником Северного Возрождения Альбрехтом Дюрером в 1514 году. «Меланхолия» — одно из наиболее таинственных произведений Дюрера, которое выделяется сложностью иконографии, неоднозначностью символов и аллегорий.
Это последняя из трёх так называемых «Мастерских гравюр» (нем. Meisterstiche) Альбрехта Дюрера: «Рыцарь, смерть и дьявол», «Святой Иероним в келье», «Меланхолия I». Гравюра создана в Нюрнберге после второй поездки художника в Италию в 1505—1506 годах, в период зрелости индивидуального стиля, наивысшего мастерства и устремления к философскому осмыслению действительности. Её размеры невелики: 23,9 × 18,8 см.
Детальное описание композиции привела Ц. Г. Нессельштраус:

…перед нами морской берег, безграничная даль воды и сумеречное небо, прорезанное радугой и зловещими лучами кометы. На переднем плане, в окружении разбросанных в беспорядке столярных и строительных инструментов, сидит, подперев рукой голову, погружённая в глубокую задумчивость крылатая женщина. В руке у неё раскрытый циркуль, к поясу привязаны связка ключей и кошель. Неподалёку на земле лежит деревянный шар, дальше виднеется большой каменный многогранник, из-за которого выглядывает плавильный тигель. Позади женщины взобравшийся на жёрнов угрюмый мальчуган с трудом выводит что-то на дощечке. Рядом свернулась в клубок тощая собака. Справа в глубине возвышается каменное здание, может быть, недостроенное, так как к нему прислонена деревянная лестница. На стенах здания висят песочные часы, весы и колокол и начертан магический квадрат. В небе, в лучах кометы, распростёрла крылья огромная летучая мышь. На крыльях мыши надпись: «Меланхолия I» (…) Сразу же чувствуя, что крылатую женщину угнетают сомнения и неудовлетворённость, зритель, однако, становится в тупик перед множеством рассеянных здесь намёков. Почему Меланхолия изображена крылатой, что означает её бездеятельность, что за мальчик изображён позади, в чём значение магического квадрата, для чего разбросаны вокруг инструменты, в чём смысл цифры «I»?

## Интерпретации гравюры «Меланхолия I» в истории научного искусствознания

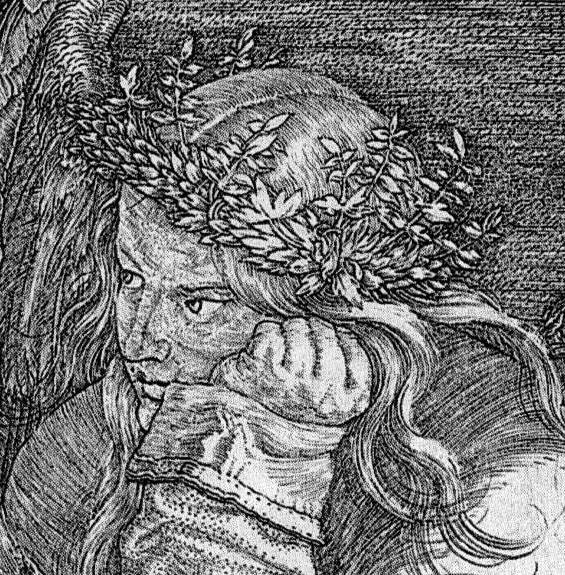
Деталь гравюры

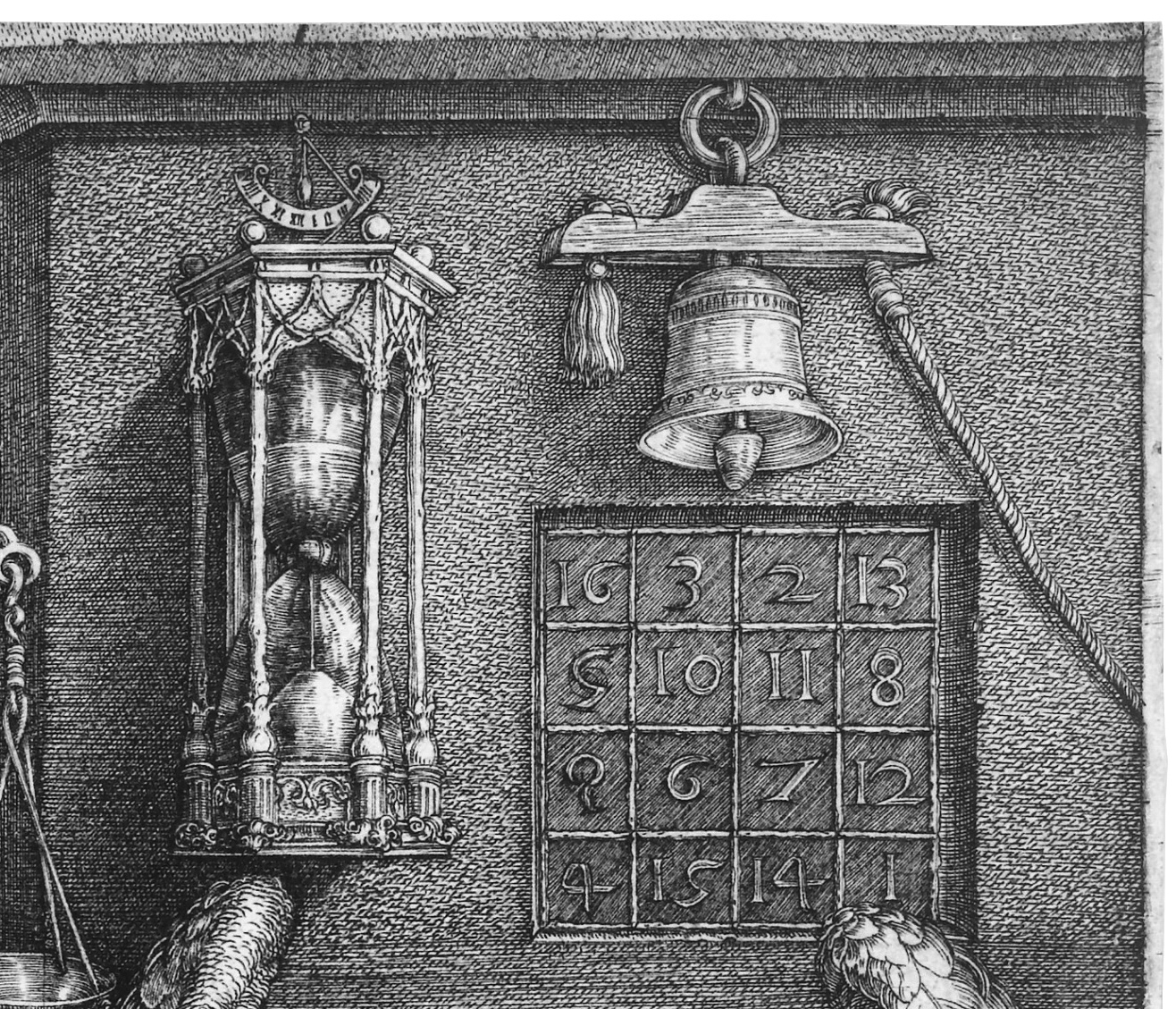
Деталь гравюры. Магический квадрат

Гравюру «Меланхолия» не без основания считают «духовным автопортретом» Альбрехта Дюрера. «Мастерским гравюрам» посвящена огромная литература. Такой интерес вызван не только их художественными достоинствами, но, в первую очередь, значимостью символического содержания. Безусловно, в этих произведениях отражено мировосприятие человека той эпохи. Гравюры не представляют собой серию, но их объединяет то, что Дюрер в них «выступает как художник-мыслитель, как широко образованный человек, опирающийся на трактаты гуманистов, учения философов и естествоиспытателей. Только доскональное знание, — писал отечественный германист М. Я. Либман, — интеллектуальных стремлений эпохи Возрождения и времени Реформации позволило нынешним исследователям отчасти раскрыть зашифрованное содержание гравюр, без знания которого их образный смысл был бы недостаточно ясным.
Объяснения таинственным символам, опираясь на литературные источники того времени, давали выдающиеся иконологи: Эрвин Панофский, опираясь на значительный свод литературно-философских источников, посвятил этому произведению несколько очерков 1920—1924 годов.
По его мнению, художник изобразил сидящую крылатую женскую фигуру, увенчанную венком из лютиков, с циркулем в руке. Предположительно, это мужская фигура, переодетая в женское платье, являющаяся олицетворением творческого гения либо гения самого художника. На поясе у фигуры связка ключей, в ногах — кошелёк (символ силы, знаний или мирского богатства?). На коленях — закрытая книга. У ног крылатой фигуры, свернувшись клубком, спит борзая собака. Внизу — разбросанные инструменты: молоток, щипцы, гвозди, пила, рубанок, линейка и другие инструменты. В жаровне с пылающим огнём стоит плавильный тигель.
На первый взгляд, аллегория прочитывается достаточно ясно: грусть, тоска, раздумья, которые приносят с собой знания. Эта идея ассоциируется со строками ветхозаветной книги Екклесиаста: „И сердце моё видело много мудрости и знания. И предал я сердце моё тому, чтобы познать мудрость и познать безумие и глупость; узнал, что и это — томление духа; потому что во многой мудрости много печали; и кто умножает познания — умножает скорбь“ (Екк. 1:16-18).
При внимательном изучении гравюры становится понятно, что ощущение тревоги, подавленности создаётся контрастами разнородных предметов. Так, расположенные рядом весы и песочные часы бесспорно символизируют равновесие и стремительный бег времени.
Амур, или путто (начало жизни?), вычерчивающий что-то на восковой дощечке, сидит на мельничном жёрнове. Согласно традиционной символике, это — „мысль без действия“. Фигура „Меланхолии“ покоится на прямоугольной плите, с которой контрастируют сфера и „Многогранник Дюрера“ (усечённый с двух углов параллелепипед), лестница, ведущая в никуда, радуга и комета на дальнем плане.
Рядом с песочными часами и колоколом (знаком тревоги) мы видим на стене Магический квадрат из шестнадцати клеток, в которые вписаны цифры: сумма чисел в каждой строке, каждом столбце и на обеих диагоналях одинакова и даёт одно и то же число — 34, известное по численному ряду Фибоначчи. Другие числа: 1, 2, 3, 5, 8, 13 — также из этого ряда, и все они используются в классической системе пропорционирования в архитектуре. Два средних числа в нижнем ряду указывают дату создания картины (1514). Два крайних числа в нижнем ряду соответствуют инициалам художника. В средних квадратах первого столбца внесены исправления — цифры деформированы.
По одной из версий, загадочная композиция Дюрера отражает философскую идею связи понятий возможного и действительного, необходимого и случайного, покоя и движения, воли и разума. Согласно иной версии, впервые предложенной в 1903 году немецким исследователем К. Гиеловым, появление гравюры Дюрера связано с сочинением итальянского учёного-гуманиста М. Фичино „О жизни“, которое в 1497 году было напечатано в Нюрнберге на латинском языке (в 1505 году в немецком переводе). В этом сочинении речь идёт о четырех темпераментах человека, чем можно объяснить особенность надписи на гравюре, на распростертых крыльях летучей мыши: „MELENCOLIA I“. Возможно, Дюрер предполагал изобразить впоследствии три других темперамента. По теории Фичино, меланхолики более других склонны к наукам, размышлениям и свободным искусствам. Сам же Дюрер был убежден, что искусство — это прежде всего точные знания и владение ремеслом, умение разбираться в законах математики и перспективы.
Концепцию К. Гиелова поддержали иконологи Фриц Заксль и Эрвин Панофский. Они подчёркивали, что Дюрер причислял себя к меланхоликам, и в этом смысле знаменитая гравюра действительно является его автопортретом. Заксль и Панофский также обратили внимание на то, что в своём сочинении Фичино, используя терминологию Платона, привёл собственное название одного из темпераментов: „меланхолическая одержимость“ (лат. furor melancholicus). Это качество, согласно эстетике Фичино, свойственно творческому гению. Меланхолики в эзотерической традиции считались детьми Сатурна, божества, покровительствующего столярам, геометрам и каменотесам. Этим можно объяснить изображение плотничьих инструментов, а также землемерам (что объясняет изображение циркуля и геометрических фигур). Таким образом, по концепции Панофского, Дюрер создал собственную аллегорию „меланхолии художника“ (лат.  melancholia artificalis ). Цифра I предположительно означает первую ступень познания, которая по мнению Панофского со ссылкой на Агриппу Неттесгеймского, доступна художнику, разум которого находится в плену чувственности и мирских впечатлений. Вторая ступень подвластна математикам и философам, людям строгого, рационального мышления; третья „доступна лишь избранным, обладающим таинственной магической силой проникновения в божественные промыслы, то есть для теологов“. Я допускаю, — писал Дюрер, — что один художник, созерцая и изображая более прекрасную фигуру, может сделать более доступными разуму заключённые в природе основы прекрасного, чем другой. Но он не сможет исчерпать их до конца… Ибо человеческого разума для этого недостаточно. Лишь одному богу известно всё это…». Отсюда «меланхолическая одержимость» художника. «Круг замыкается, и печальные размышления возвращают нас к книге Екклесиаста».
М. Я. Либман добавлял: «Иконологический анализ позволяет не только понять аллегорический смысл гравюры, но и проникнуть в её эмоциональное содержание. Крупная, массивная фигура Меланхолии господствует над всей композицией. Её подавленное настроение передаётся зрителю. Нечто устрашающее заложено в нагромождении предметов, чья взаимная связь не всегда очевидна и понятна. Это придаёт гравюре таинственный характер. А пустынное море, космические явления в виде кометы и радуги, даже тёмный массив стены создают впечатление отчуждённости».
Альбрехт Дюрер видел на небе комету, появившуюся в конце декабря 1513 года и воспринял этот феномен, как и все, трагически. Тогда же происходило «стояние планет»: Сатурна, Венеры и Марса. Со времен античности считалось, что схождения планет являются причиной появления комет. В 1514 году, в год создания гравюры, планета Сатурн находилась в созвездии Весов. Существует версия, что Дюрер создал гравюру для эрцгерцога Максимилиана I, панически боявшегося зловещего влияния планеты Сатурн. Поэтому на голове у женщины венок из лютиков (средство против опасного влияния Сатурна). Рядом с лестницей, на стене изображены весы. В 1514 году, в год создания гравюры, планета Сатурн находилась именно в созвездии Весов. Всё это породило астрологическую версию содержания гравюры и интерпретацию фигуры Меланхолии в качестве изображения Урании, музы астрономии с атрибутами: циркулем и сферой. В то же время М. Я. Либман, проанализировав источники, отметил «несостоятельность попыток психоаналитического объяснения гравюры».

## Интерпретация гравюры в массовой культуре
Искусствовед Паола Волкова, игнорируя научную традицию, ограничилась банальным объяснением: разделением композиции на три уровня. Первый уровень — ремесленный, к которому относятся рубанки, инструменты, идеально выточенный шар. Второй уровень — интеллектуальное познание. Третий — непознаваемое и божественное. Лестница уходит в небо, за край гравюры. Эти три уровня якобы представляют «проекцию внутреннего мира художника». Ангел на картине есть сам Дюрер. Циркуль в его руке означает, что несмотря на безграничную свободу ангела, обладающего крыльями, всё должно быть ограничено, отмерено.
Эрнесто Фрерс в популярной книге «Тайные послания шедевров мирового искусства» указывает, что «Меланхолии II» так и не появилось, и нет свидетельств, что Дюрер вынашивал подобный замысел. Он предполагает, что «I» это не цифра, а латинская буква I, и не просто буква, но слово, в форме второго лица единственного числа повелительного глагола «ео», что означает «уходи». Таким образом, речь идёт не только об аллегорическом изображении меланхолии, но также о магическом заклинании, призванном удалить её из души художника.
В книге Дэна Брауна «Утраченный символ» профессор Роберт Лэнгдон расшифровывает тайну масонской пирамиды с помощью магического квадрата, изображённого на заднем плане «Меланхолии». Однако в описании гравюры, которое приводится в книге, сказано, что «Меланхолия» выполнена не на меди, а на тиснёной бумаге.
В книге французского писателя Анри Лёвенбрюка «Завещание веков» главные герои пытаются разгадать зашифрованное послание, скрытое в гравюре «Меланхолия».

## Документалистика
- Документальный фильм из цикла «Цвет времени». ГТРК «Культура» (2 июля 2020). Альбрехт Дюрер. "Меланхолия".  9 мин. Россия-Культура. {{cite episode}}: |series= пропущен или пуст (справка)
- Документальный фильм из авторского цикла Паолы Волковой «Мост над бездной». Производство: ИП Гранина О. Ю. по заказу ГТРК «Культура». 2011 г (26 апреля 2012). Альбрехт Дюрер. "Меланхолия".  26 мин. Россия-Культура. {{cite episode}}: |series= пропущен или пуст (справка)